# Whitecaps FC 2
Whitecaps FC 2 foi um clube de futebol da cidade de Vancouver, Colúmbia Britânica. A equipe era uma subdivisão do Vancouver Whitecaps FC. O clube foi extinto em 17 de novembro de 2017 com o anúncio que o Vancouver Whitecaps iria se afiliar ao Fresno Football Club.

## História
A equipe estreiou na USL em 2015, e na temporada de estreia na USL terminu em décimo primeiro lugar da Conferência Oeste, e não se classificou para os playoffs. Em 2016 a equipe conseguiu se classificar pela primeira vez para os playoffs, sendo eliminado na final da Conferência Oeste para o Swope Park Rangers.